# Koletnik
Koletnik je priimek v Sloveniji, ki ga je po podatkih Statističnega urada Republike Slovenije na dan 1. januarja 2010 uporabljalo 219 oseb in se po pogostosti med priimki uvršča na 1.935. mesto. Največ oseb s tem priimkom (160) živi v podravski statistični regiji.

## Znani nosilci priimka
- Anja Koletnik, transfeministka
- Franc Koletnik (* 1944), ekonomist, prof. EPF UM
- Linn Julian Koletnik, LGBTIQ aktivist
- Mihaela Koletnik (r. Bregant, * 1967), jezikoslovka slovenistka, dialektologinja, prof. UM
- Mojca Maria Koletnik, zamejska družbena delavka na Koroškem
- Melita Koletnik (-Korošec), prof. UM (prevajalstvo in tolmačenje)